# شهرستان میامی
شهرستان مَیامِی یکی از شهرستانهای استان سمنان است. این شهرستان در تاریخ ۱۳۹۰/۶/۱۹ با تصویب هیئت دولت، از ارتقای بخش میامی به شهرستان و به مرکزیت شهر میامی و ترکیب بخش مرکزی به مرکزیت شهر میامی شامل دهستان‌های کلاته های شرقی، میامی و فرومد، و بخش کالپوش به مرکزیت رضوان شامل دهستان‌های رضوان و نردین در تابعیت استان سمنان ایجاد شد.
شهرستان میامی، شمالی‌ترین شهرستان استان سمنان از لحاظ مختصات جغرافیایی است.
همچنین بخشی از پارک ملی گلستان و جنگل گلستان و درختان انبوه آن منطقه در بخش کالپوش-حدفاصل روستای دشت شاد قرار گرفته است.
میامی از جنوب و غرب با شهرستان شاهرود، از شرق با شهرستان‌های داورزن و جغتای، از شمال شرقی با شهرستان‌های جاجرم و گرمه و از شمال غربی با شهرستان‌های گالیکش، مینودشت و آزادشهر همسایه است.

## تقسیمات کشوری
- بخش مرکزی شهرستان میامی
  - دهستان کلاته‌های شرقی
  - دهستان میامی
  - دهستان فرومد

شهر: میامی
- بخش کالپوش
  - دهستان رضوان
  - دهستان نردین

شهر: رضوان

## زبان
مردم میامی و بیشتر روستاهای میامی به گویش فارسی میامی صحبت می‌کنند. گویش ساکنین شرق میامی مانند روستای فرومد به گویش فارسی خراسانی نزدیک است. اهالی کالپوش به زبان ترکی خراسانی صحبت می‌کنند. اهالی روستای حق الخواجه و برخی ساکنان منطقه پل ابریشم به زبان بلوچی صحبت می‌کنند. اهالی روستای میرحاج به زبان کردی کرمانجی صحبت می‌کنند.

## مراکز تاریخی و باستانی و گردشگری
از مهمترین آثار تاریخی و باستانی شهرستان میامی می‌توان به مسجد فرومد اشاره کرد. از شاعران شهیر این منطقه می‌توان از ابن یمین فریومدی معروف و متخلص به ابن یمین نام برد. همچنین از کاروانسراهای میان‌دشت یاد کرد. از نقاط تاریخی، باستانی و گردشگری این شهرستان می‌توان به موارد زیر اشاره نمود:

### آرامگاهشیخ حسن جوری
این آرامگاه در 90کیلومتری میامی واقع در روستای فیروزآباد سفلی حوالی روستای فرومد است. این آرامگاه که متشکل از یک اتاق ۴ در ۳ و گنبد مدور روی آن است، در قسمت شمالی شهر قدیمی جور قرار دارد و از خشت خام ساخته شده‌است.

### آرامگاهآخوند بزرگ
مقبره آخوند بزرگ در 90کیلومتری میامی واقع در روستای فیروزآباد سفلی و در مجاورت آرامگاه شیخ حسن جوری است.

### آرامگاه ابن یمین فرومدی
این آرامگاه در وسط روستای فرومد قرار دارد که متعلق به شاعر معروف قطعه‌سرای پارسی ابن یمین فریومدی است. باطن ساختمان زیبا به هیچ وجه با بافت روستا تطابق ندارد؛ و شش گوش است و زوایی زیبایی بنا را دربرگرفته‌است. سنگ قبر داری شش ضلع کوچک است.

### کاروانسرای میامی
این بنا در مرکز شهر میامی واقع شده و از کاروانسراهای زیبای عهد صفوی است که تقریباً سالم بر جای مانده‌است. این بنا به فرم حیاط مرکزی و از نوع چهار ایوانی است بوده که با آجر ساخته شده‌است. ورودی این بنا که به شکل هشتی و در دو اشکوب است، در ضلع شمالی کاروانسرا قرار دارد. در سردرب ورودی کتیبه‌های سنگی حجاری و نصب شده که تاریخ ساخت و بانی آن در روی آن درج شده‌است و از این حیث منحصر به فرد می‌باشد. کاروانسرای میامی با زیربنای ۳۲۵۰ متر مربع به شماره ۱۷۱۸ در سال ۱۳۶۵ در فهرست آثار ملی ایران به ثبت رسیده‌است.

### کاروانسرای عباس‌آباد
این کاروانسرا در روستای عباس‌آباد در 70کیلومتری شرق میامی واقع شده و از بناهای دوره صفویه‌است. این بنا دارای چهار ایوان و ۳۲ حجره مشرف به حیاط مرکزی است. در ورودی این کاروانسرا یکی رو به شمال و سرچشمه قنات روستای عباس‌آباد و دیگری رو به جنوب و نزدیک جاده اصلی است. این کاروانسرا دارای دو بارانداز بزرگ است که نسبت به دیگر کاروانسراها از ظرفیت بیشتری بهره‌مند است. متأسفانه بی‌توجهی دولت نسبت به این کاروانسرا سبب به سرقت رفتن کتیبه و درهای آن شده‌است.

### آبشار نام نیک
آبشار نام نیک در جنگلی با همین نام در شمال غربی روستای نردین، از توابع شهر میامی، قرار دارد. جنگل نام نیک پوشیده از درختان پهن‌برگ خزری است که به همراه آبشار یکی از زیباترین جاذبه‌های گردشگری شهر میامی را تشکیل داده. آبشار نام نیک از ارتفاعات بلند این جنگل سرچشمه می‌گیرد و برای رسیدن به آن باید در حدود ۴۰ دقیقه پیاده‌روی کرد.

### قلعه میامی
قلعه میامی که در حال حاضر خرابه‌ای از آن باقی مانده‌است، در جنوب میامی قرار دارد. براساس گفته‌های مردم محلی این قلعه در گذشته مرکز میامی بوده و توسط حمله مغول ویران شده‌است. قلعه اراکی چهار برجی نیز در بالای کوه میامی قرار دارد، که دروازه آن را از آجر ساخته‌اند و یک آب‌انبار بزرگ در میان آن واقع شده‌است. در مقابل این قلعه که نزدیک به یکی از قله‌ها است، آثار حدود دویست خانه دیده می‌شود. همه راه‌های دسترسی به این قلعه و کوه میامی بسته شده‌است.

### یخدان تاریخی میامی
یخدان تاریخی میامی با بیش از ۲۲۰ سال قدمت در بافت تاریخی میامی واقع شده‌است. این یخدان تاریخی از نظر بصری، ابعاد و اندازه، نمونه‌ای منحصر به فرد در نوع خود است.

### روستای قدس
روستای قدس( اسرائیل سابق) : در 22 کیلومتری غرب شهرستان میامی واقع است. روستایی با تاریخ غنی که در گذشته اسرائیل نام داشت و بعداز انقلاب اسلامی نامش تغییر کرد. وجود منابع آبی قنات و کوهستان های زیبا از جمله قله قنات، قله چندلک و... به این روستا جاذبه خاصی بخشیده است.
دشت کالپوش
دشت کالپوش در روستاهای کرنگ و حسین‌آبادشهرستان میامی استان سمنان قرار دارد. این منطقهٔ سرسبز و جنگلی دارای اراضی بسیار مستعد برای کشاورزی و جنگل کاری است. دشت کالپوش در مجاورت پارک ملی گلستان قرار دارد و جزو این پارک محسوب می‌شود. این منطقه به لحاظ اقلیمی جزو اقیم نیمه خشک تا نیمه مرطوب محسوب می‌شود. بخش کالپوش اما هوایی کاملاً معتدل دارد.
روستای زیبای ارمیان
روستای ارمیان از توابع بخش مرکزی شهرستان میامی و جزو سرحدات می‌باشد. کوچه باغ‌های مینیاتوری و چا‍پارخانه و بقعه ارمیای نبی و چشمه‌ها و قنات‌های آب شور و شیرین و معماری طرح قدیم و خانه‌هایی ساخته شده از خشت و گل از جاذبه‌های ارمیان است.